# Нидерландские Виргинские острова
Голландские Виргинские острова — в прошлом собирательное название анклавов Голландской западно-индийской компании на Виргинских островах. Областью управлял директор, чье место не было постоянным. Основная причина основания здесь колонии заключалась в стратегическом местоположении между голландскими колониями на юге (Нидерландские Антильские острова, Суринам) и Новыми Нидерландами. Голландская Вест-индская компания в основном пострадала от конкуренции со стороны Дании, Англии и Испании. В 1680 году оставшиеся острова стали британской колонией.

## История
Голландский капер по имени Йост ван Дайк организовал первые постоянные поселения на территории Соуперской дыры, на западной оконечности Тортолы. точно неизвестно, когда он впервые прибыл на эту территорию, но к 1615 году поселение ван Дайка было зарегистрировано в современных испанских записях, отмечая его недавнее расширение. он торговал с испанцами в Пуэрто-Рико и выращивал хлопок и табак.
Некоторые источники предполагают, что первые поселения на Виргинских островах принадлежали испанцам, которые добывали медь на медном руднике на Вирджин-Горде, но нет никаких археологических свидетельств, подтверждающих существование каких-либо поселений испанцев на островах и добычи меди до 19 века.
К 1625 году ван Дайк был признан голландской Вест-Индской компанией частным «покровителем» Тортолы и перенес свои операции в Роуд-Таун. в том же году ван Дайк оказал некоторую ограниченную (невоенную) поддержку голландскому адмиралу Будевейну Хендриксу, разграбившему Сан-Хуан, Пуэрто-Рико. В сентябре 1625 г. в отместку испанцы предприняли разрушительную атаку на остров Тортола, прорвав его оборону и разрушив сторившиеся поселения. Сам Йост ван Дайк бежал на остров, который впоследствии будет носить его имя, и укрывался там от испанцев. позже он переехал на остров св.Томас, пока испанцы не сдались и не вернулись в Пуэрто-Рико.
Несмотря на враждебность испанцев, Голландская Вест-Индская компания по-прежнему считала Виргинские острова важным стратегическим географическим объектом, поскольку они находились  на полпути между голландскими колониями в Южной Америке (ныне Суринам) и самым важным голландским поселением в Северной Америке, Новым Амстердмом (ныне Нью-Йорк). Большие  склады из камня были построены во Фриботтоме, недалеко от порта Перселл (к востоку от Роад-Тауна), с намерением, чтобы эти склады облегчили логистику между Северной и Южной Америкой.
В это время голландские поселенцы возвели несколько небольших земляных валов и форт с тремя пушками над складом, на холме, где англичане в после их ухода в конечном итоге построили форт Джордж. Британцы после голландцев также построили деревянный частокол, который служил наблюдательным пунктом над придорожным городком на месте, которое в конечном итоге станет фортом Шарлотта. они также разместили войска в испанском «доджоне» возле пруда Поквуд, который позже стал известен как форт Перселл, но теперь обычно именуется «темницей».
В 1631 году голландская Вест-Индская компания проявила интерес к меди, которая была обнаружена на Вирджин-Горде, и на этом острове было основано поселение, которое стало известно как «Маленький дайк» (ныне известный как Маленький дикс).
В 1640 году Испания напала на Тортолу во главе с капитаном Лопесом. После две другие атаки были совершены испанцами на Тортолу в 1646 и 1647 годах под предводительством капитана Франсиско Винсенте Дюрана. Испанцы поставили на якорь военный корабль в лагуне Сопера в Вест-Энде и высадили людей на берег. Затем они отправили еще один военный корабль, чтобы заблокировать дорожную гавань. После того, как группа разведчиков отчиталась что все безопасно, испанцы высадили больше людей и атаковали форт Перселл по суше пешком. Голландцы были убиты, а затем испанские солдаты двинулись маршем к придорожному городу, где убили всех и разрушили поселение они по-видимому, не нападали на более мелкие поселения дальше по побережью в заливе Богер или на Вирджин-Горде.

## Остатки Голландского правления
До середины 20 века на островах — Негерхолландах — говорили на голландском креольском языке, особенно люди, предки которых были рабами, и тех, кто работал на голландских плантациях. Есть также руины поселений построенных голландскими колонистами. 
Остров Йост ван Дайк был назван в честь голландского пирата.